# Norra Flänningen
Norra Flänningen är en sjö i Heby kommun i Uppland och ingår i Tämnaråns huvudavrinningsområde.